# Menuthianaspis sicardi
Menuthianaspis sicardi là một loài bọ cánh cứng trong họ Scraptiidae. Loài này được Pic mô tả khoa học năm 1942.